# Zeki Çelik
Mehmet Zeki Çelik, plus couramment appelé Zeki Çelik, né le 17 février 1997 à Yıldırım, est un footballeur international turc qui évolue au poste d'arrière droit à l'AS Rome.

## Biographie

### Carrière en club

#### Bursaspor (2009-2015)
Mehmet Zeki Çelik, originaire de la Bursa, est formé au sein de l'académie de Bursaspor de 2009 à 2015. 
Il passe professionnel en 2015 et il est prêté à Karacabey Birlikspor (en).

#### Istanbulspor (2016-2018)
Après une saison, il rejoint le club d'İstanbulspor qui évolue en TFF 2. Lig, la troisième division du championnat turc. Avec son club, il est sacré champion et accède alors à la deuxième division : la TFF 1. Lig.
Titulaire indiscutable au sein de son club, ses bonnes performances lui permettent d'être appelé pour la première fois en équipe nationale par le sélectionneur Mircea Lucescu alors qu'il évolue encore en deuxième division.

#### Lille OSC (2018-2022)
Le 8 juillet 2018, il s'engage pour cinq ans avec le Lille OSC. Lors de la première journée de championnat, il est titulaire et il délivre une passe décisive à Lebo Mothiba permettant au LOSC d'égaliser contre le Stade rennais. Petit à petit, il gagne sa place dans l'équipe et en devient un élément incontournable sur son couloir droit.
Le 28 avril 2019, il marque son premier but sous les couleurs lilloises lors du match Lille OSC-Nîmes olympique (5-0) d'un superbe lobe.
Il connaîtra une saison 2020-2021 exceptionnelle avec le LOSC, au cours de laquelle le club sera sacré champion de France.

#### AS Rome (depuis 2022-)
Le 5 juillet 2022, il quitte le LOSC pour rejoindre l'AS Roma. Il s'engage pour quatre ans pour un montant d'environ 7 millions d'euros.

### En sélection
Le 5 juin 2018, il reçoit sa première sélection avec la Turquie lors d'un match amical contre la Russie (1-1). Il entre en jeu à la 90e minute à la place de Şener Özbayraklı. Satisfait par ses performances, Mircea Lucescu le sélectionne à nouveau en octobre.
En juin 2021, il est retenu dans la liste des 26 joueurs turcs pour disputer l'Euro 2020.
Le 7 juin 2024, il figure dans la liste définitive des 26 joueurs sélectionnés par Vincenzo Montella pour disputer  l'Euro 2024.

## Statistiques
| Saison                | Club                             | Championnat           | Championnat | Championnat | Championnat | Coupe nationale | Coupe nationale | Coupe nationale | Coupe de la Ligue | Coupe de la Ligue | Coupe de la Ligue | Compétition(s) continentale(s) | Compétition(s) continentale(s) | Compétition(s) continentale(s) | Compétition(s) continentale(s) | Turquie | Turquie | Turquie | Total | Total | Total |
| Saison                | Club                             | Division              | M.          | B.          | P.d.        | M.              | B.              | P.d.            | M.                | B.                | P.d.              | Comp.                          | M.                             | B.                             | P.d.                           | M.      | B.      | P.d.    | M.    | B.    | P.d.  |
| 2015-2016             | Karacabey Birlikspor (en) (prêt) | 3. Lig (en)           | 34          | 0           | 0           | 1               | 0               | 0               | -                 | -                 | -                 | -                              | -                              | -                              | -                              | -       | -       | -       | 35    | 0     | 0     |
| 2016-2017             | İstanbulspor                     | 2. Lig (en)           | 31          | 0           | 0           | -               | -               | -               | -                 | -                 | -                 | -                              | -                              | -                              | -                              | -       | -       | -       | 31    | 0     | 0     |
| 2017-2018             | İstanbulspor                     | 1. Lig                | 33          | 3           | 1           | 5               | 0               | 0               | -                 | -                 | -                 | -                              | -                              | -                              | -                              | 1       | 0       | 0       | 39    | 3     | 1     |
| Sous-total            | Sous-total                       | Sous-total            | 64          | 3           | 1           | 5               | 0               | 0               | -                 | -                 | -                 | -                              | -                              | -                              | -                              | 1       | 0       | 0       | 70    | 3     | 1     |
| 2018-2019             | Lille OSC                        | Ligue 1               | 34          | 1           | 5           | 2               | 0               | 0               | -                 | -                 | -                 | -                              | -                              | -                              | -                              | 8       | 2       | 0       | 44    | 3     | 5     |
| 2019-2020             | Lille OSC                        | Ligue 1               | 23          | 0           | 2           | 1               | 0               | 0               | 2                 | 0                 | 0                 | C1                             | 6                              | 0                              | 0                              | 5       | 0       | 0       | 37    | 0     | 2     |
| 2020-2021             | Lille OSC                        | Ligue 1               | 29          | 3           | 2           | 2               | 0               | 0               | -                 | -                 | -                 | C3                             | 4                              | 1                              | 0                              | 9       | 0       | 0       | 44    | 4     | 2     |
| 2021-2022             | Lille OSC                        | Ligue 1               | 32          | 2           | 3           | 1               | 1               | 0               | -                 | -                 | -                 | C1                             | 7                              | 0                              | 0                              | 9       | 0       | 0       | 49    | 3     | 3     |
| Sous-total            | Sous-total                       | Sous-total            | 118         | 6           | 12          | 6               | 1               | 0               | 2                 | 0                 | 0                 | -                              | 17                             | 1                              | 0                              | 31      | 2       | 0       | 174   | 10    | 12    |
| 2022-2023             | AS Rome                          | Serie A               | 24          | 0           | 1           | 2               | 0               | 0               | -                 | -                 | -                 | C3                             | 8                              | 0                              | 0                              | 6       | 0       | 2       | 40    | 0     | 3     |
| 2023-2024             | AS Rome                          | Serie A               | 17          | 0           | 0           | 1               | 0               | 0               | -                 | -                 | -                 | C3                             | 11                             | 0                              | 2                              | 10      | 0       | 0       | 39    | 0     | 2     |
| 2024-2025             | AS Rome                          | Serie A               | 31          | 0           | 2           | 2               | 0               | 0               | -                 | -                 | -                 | C3                             | 10                             | 1                              | 1                              | 6       | 0       | 0       | 49    | 1     | 3     |
| Sous-total            | Sous-total                       | Sous-total            | 72          | 0           | 3           | 5               | 0               | 0               | -                 | -                 | -                 | -                              | 29                             | 1                              | 3                              | 22      | 0       | 2       | 128   | 1     | 8     |
| Total sur la carrière | Total sur la carrière            | Total sur la carrière | 288         | 9           | 16          | 17              | 1               | 0               | 2                 | 0                 | 0                 | -                              | 46                             | 2                              | 4                              | 54      | 2       | 2       | 407   | 14    | 22    |

### Buts internationaux
| 0   | Date        | Lieu                                       | Compétition  | Résultat | Adversaire  | Détail | Détail        | Détail | Sél. |
| --- | ----------- | ------------------------------------------ | ------------ | -------- | ----------- | ------ | ------------- | ------ | ---- |
| 1er | 2 juin 2019 | Stade Bahçeşehir Okulları, Alanya, Turquie | Match amical | V 2-0    | Ouzbékistan | 17e    | de la tête    | 1-0    | 7e   |
| 2e  | 2 juin 2019 | Stade Bahçeşehir Okulları, Alanya, Turquie | Match amical | V 2-0    | Ouzbékistan | 57e    | du pied droit | 2-0    | 7e   |

## Palmarès

### En club
| LOSC Lille - Championnat de France - Champion en 2021 - Trophée des champions - Vainqueur en 2021 | AS Roma - Ligue Europa - Finaliste en 2023 |